# Christian Gottfried Herbrig
Christian Gottfried Herbrig (* 5. April 1772 in Taubenheim an der Spree; † 24. August 1850 in Altstadt bei Stolpen) war ein deutscher Orgelbauer. Auch sein jüngster Sohn Wilhelm Leberecht Herbrig arbeitete als Orgelbauer.

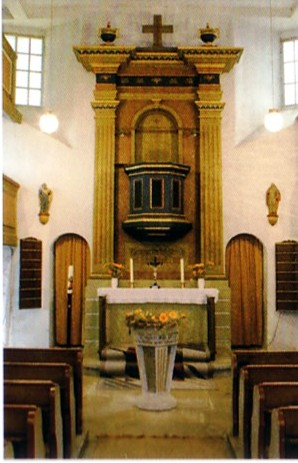
Herbrig-Altar in St. Michaelis zu Dorf Wehlen

## Leben
Christian Gottfried Herbrig stammt aus einer Leineweberfamilie in Taubenheim. Wo er den Orgelbau erlernte, ist nicht bekannt, es gibt nur Vermutungen. Als Orgelbauer wurde er 1808 bei einer Reparatur der Crostauer Orgel Gottfried Silbermanns erstmals erwähnt. In den Jahren 1801 bis 1807 war er Kirchvater im Ort.
Die Familie zog gegen 1816 nach (Hinter-)Ottendorf bei Sebnitz um. Hier entstanden die ersten größeren Umbauten an den Orgeln von Ulbersdorf und Lichtenhain sowie Neubauten für Schmiedefeld und Sohland an der Spree. Circa 1828 ging die Familie nach Altstadt bei Stolpen. Es entstanden weitere Neubauten für Großdrebnitz, Dorf Wehlen (hier in St. Michaelis haben Vater und Sohn auch den Altar gebaut) und Burkau.
Der nächste Wohn- und Werkstattsitz war in Langenwolmsdorf bei Stolpen, etwa ab 1837. Hier war wohl die erfolgreichste Zeit der Werkstatt Vater und Sohn Herbrig mit den Orgelneubauten für Eschdorf bei Pirna, Pohla bei Bischofswerda, Hohnstein, Putzkau, Großharthau (?), Schönfeld bei Dresden, Markersbach bei Gottleuba und Schmölln bei Bischofswerda. Seit den 1840er Jahren war dann sein Sohn W. L. Herbrig offenbar entscheidend verantwortlich für die Neubauten in Langenwolmsdorf, Papstdorf, Stürza und Helmsdorf. Die drei letzten Orgelwerke des Sohnes entstanden für Seeligstadt (1855), Altstadt (1856), heute Stadtteil von Stolpen, und Kötzschenbroda (1861).
Herbrig prägte zusammen mit seinem Sohn Wilhelm Leberecht eine charakteristische „Orgellandschaft“. Neben Neubauten haben die Herbrigs Stimmarbeiten, Reparaturen und Umbauten an vielen Orgeln in der Lausitz und in der Sächsischen Schweiz vorgenommen.

## Werkliste
Fortsetzung auf der Werkliste von Wilhelm Leberecht Herbrig
Das Werkverzeichnis umfasst nur die völlig selbständigen Orgelneubauten der Herbrigs. Große Umbauten an fremden Instrumenten, die damit einen Herbrig-Charakter erhielten, wurden nicht gezählt. Das Verzeichnis bleibt möglicherweise unvollständig.
| Jahr    | Opus | Ort                                       | Kirche                                       | Bild                | Manuale | Register      | Bemerkungen |
| ------- | ---- | ----------------------------------------- | -------------------------------------------- | ------------------- | ------- | ------------- | --- |
| 1821    | 1    | Schmiedefeld (Landkreis Bautzen)          | St.-Michaelis-Kirche                         |                     | I/P     | 13            | 1889, 1970 und 2008 durch Eule, Bautzen, saniert. |
| 1824    | 2    | Sohland an der Spree                      | Ev.-Luth. Kirche                             |                     | II/P    | 22            | 1899 Ersatz der Herbrig-Orgel durch einen Neubau von H. Eule, Bautzen |
| 1828    | 3    | Großdrebnitz (Ortsteil von Bischofswerda) | Martinskirche                                |                     | I/P     | 11            | 1938 durchgreifende Erneuerung, Fa. Eule Bautzen, 1955 und 2006 weitere Durchsichten der genannten Firma |
| 1831    | 4    | Dorf Wehlen                               | St.-Michaelis-Kirche                         |                     | II/P    | 18            | 1877 Reparatur durch Carl Eduard Jehmlich, Dresden; 1886 Einbau drei neuer Kastenbälge von Bruno Kircheis, Dresden; 2007 Restaurierung durch Ekkehard Groß, Waditz bei Bautzen |
| 1834    | 5    | Burkau (Landkreis Bautzen)                | Ev.-Luth. Kirche                             | kein Bild vorhanden | I/P     | nicht bekannt | 1898 Ersatz der Herbrig-Orgel durch einen Neubau von H. Eule, Bautzen, im Rahmen eines großen Kirchenumbaus |
| 1838    | 6    | Eschdorf (Ortsteil von Dresden)           | St.-Barbara-Kirche                           |                     | I/P     | 11            | Die Zeichnungen zur Verzierung der Orgel stammen von Gottfried Semper, die beiden Engel aus der Schule Ernst Rietschel, Dresden. 1886 Abbau, Restaurierung und Wiederaufstellung der Orgel durch Julius Jahn, Dresden, während eines Umbaus der Kirche. 1952 Sanierung des Werks mit Ergänzung der seit 1917 fehlenden Prospektpfeifen durch Reinhard Schmeisser, Rochlitz. 1987 und 2014 Restaurierung durch Johannes Lindner, Radebeul |
| 1839    | 7    | Pohla (Landkreis Bautzen)                 | Ev.-Luth. Kirche, seit 1984 „Maria am Berge“ |                     | I/P     | 10            | 1894 Erweiterung des Werks um ein zweites Manual und drei Register durch Ernst Eduard Berger, Bischofswerda, später Dresden: neue Windlade als Kegellade, neue Klaviaturen, veränderte Mechanik, Manualkoppel. 1964 klangliche Umgestaltung durch die Fa. Eule, Bautzen. In den 1990er Jahren Überholung durch Groß und Soldan, Waditz bei Bautzen.                                                                                      |
| 1838–40 | 8    | Hohnstein (Sächsische Schweiz)            | Stadtkirche Hohnstein                        |                     | II/P    | 23            | 1964 Ausbau der Orgel, um die ursprüngliche barocke Gestaltung einer George-Bähr-Kirche zu rekonstruieren. Die Windladen und 11 Register der Herbrig-Orgel kamen in die Stadtkirche nach Radeberg und wurden für einen Neubau durch die Fa. Eule, Bautzen, verwendet. |
| 1841    | 9    | Schönfeld (Ortsteil von Dresden)          | Ev.-Luth. Kirche                             | kein Bild vorhanden | II/P    | 20            | 1894 Reinigung und Stimmung durch die Gebr. Jehmlich, Dresden. 1904 Ersatz der Herbrig-Orgel durch einen Neubau von Johannes Jahn, Dresden. |
| 1842    | 10   | Markersbach                               | Ev.-Luth. Kirche                             |                     | I/P     | 12            | 1937 Generalüberholung durch Joh. Brenneiß, Dresden. In den 1960er Jahren umfassende Renovierung durch Leopold Nitschmann, Pirna-Copitz. Das historische Instrument bedarf jetzt einer dringenden Sanierung. |
| 1843    | 11   | Schmölln (Landkreis Bautzen)              | Ev.-Luth. Kirche                             | kein Bild vorhanden | I/P     | nicht bekannt | Das Jahr der Orgelweihe (1843) wurde von Wolfram Hackel mitgeteilt. |